# Кочетков, Игорь Викторович
И́горь Ви́кторович (Петро́в) Кочетко́в (род. 13 мая 1970, Пярну, Эстонская ССР, СССР) — российский общественный деятель, правозащитник, публицист, ЛГБТ-активист, один из основателей «Российской ЛГБТ-сети».

## Биография
Окончил факультет социальных наук РГПУ им. А.И. Герцена.
Кандидат исторических наук, работал доцентом кафедры социологии ИТМО.
В ЛГБТ-движении с 2004 года, начинал как публицист и «новостник» в проектах GayNews.ru и GayRussia.Ru.
После создания в 2006 году «Российской сети ЛГБТ-организаций» стал её исполнительным директором, после её преобразования в 2008 году был избран на пост председателя Межрегионального общественного движения «Российская ЛГБТ-сеть». Был переизбран на этот пост в 2011 году. С 2014 года — член Совета Российской ЛГБТ-сети.
С 2010 по 2012 годы — директор Санкт-Петербургской ЛГБТ-организации «Выход».
С 2011 года — директор благотворительного фонда «Сфера».
С конца 2011 года Кочетков активно выступал против принятия гомофобных законов в России.
С 2012 года — член партии «Яблоко». В этом же году баллотировался на пост уполномоченного по правам человека (омбудсмена) в Санкт-Петербурге.
В 2017 году помогал людям во время преследования ЛГБТ в Чечне.
12 ноября 2021 года Министерство юстиции России включило Кочеткова в реестр СМИ — «иностранных агентов».

## Личная жизнь
Состоит в браке с мужчиной, который был заключён в США по законам штата Нью-Йорк.

## Награды
В 2013 году был включён журналом «Foreign Policy» в список «100 глобальных мыслителей современности».
В 2014 году был номинирован на Нобелевскую премию мира.
В 2018 году Игорь Кочетков совместно с специальным корреспондентом «Новой газеты» Еленой Милашиной получил премию американской организации «Freedom House» за работу на благо людей, пострадавших в ходе преследования ЛГБТ в Чечне.